# Ruch Siła Serbii
Ruch Siła Serbii – Bogoljub Karić (serb. Pokret snaga Srbije – Bogoljub Karić / Покрет снага Србије – Богољуб Карић, PSSBK) – serbska partia polityczna o profilu konserwatywnym.

## Historia
Partia powstała w 2004. Założył ją serbski przedsiębiorca Bogoljub Karić, który w wyborach prezydenckich w tym samym roku zajął 3. miejsce. Kluczowe stanowiska w ugrupowaniu objęli przedstawiciele jego rodziny, w tym brat Dragomir Karić i żona Milanka Karić. Ruch Siła Serbii wystartował w 2007 do parlamentu, wynik 1,75% nie pozwolił na przekroczenie wyborczego progu. Rok później w kolejnych wyborach do Zgromadzenia Narodowego partię poparło 0,54% głosujących. Również w 2008 żona przewodniczącego PSSBK kandydowała w wyborach prezydenckich, otrzymując niespełna 0,98% głosów.
W 2006 założyciel partii wyemigrował z kraju w obawie przed tymczasowym aresztowaniem. Pozostał faktycznym liderem partii, formalnym jej prezesem stał się natomiast jego brat Dragomir Karić.
Przed wyborami w 2012 Ruch Siła Serbii wszedł w skład zwycięskiej koalicji skupionej wokół Serbskiej Partii Postępowej, w ramach której po raz pierwszy uzyskał dwa mandaty poselskie (dla Milanki Karić i Dragomira Karicia). Ruch kontynuował współpracę wyborczą z postępowcami, wprowadzając swoich przedstawicieli na listy wyborcze koalicji również w 2016, 2020 i 2022, zachowując w wyniku kolejnych wyborów niewielką poselską reprezentację. Partia nie wzięła natomiast udziału w wyborach w 2023, deklarując jednocześnie poparcie dla listy wyborczej dotychczasowych sojuszników.